# (32383) 2000 QG188
2000 QG188 (asteroide 32383) é um asteroide da cintura principal. Possui uma excentricidade de 0.13276570 e uma inclinação de 13.01300º.
Este asteroide foi descoberto no dia 26 de agosto de 2000 por LINEAR em Socorro.